# Anomis basalis
Anomis basalis är en fjärilsart som beskrevs av Walker 1857. Anomis basalis ingår i släktet Anomis och familjen nattflyn. Inga underarter finns listade i Catalogue of Life.